# Дечане
Дечане (такође: Дечани; алб. Deçani, Deçan) је градско насеље и седиште истоимене општине у Србији, које се налази у западном делу Косова и Метохије и припада Пећком управном округу. Према попису из 2024. било је 3.135 становника.

## Историја
Дечане је познато по манастиру Српске православне цркве Високи Дечани, који је подигао Стефан Урош III Дечански, и по испосницама у атару села Белаје, од манастира уз леву обалу Дечанске Бистрице. Налази се на петнаестом километру пута Пећ–Ђаковица, удаљен два километра од манастира.
Од ослобођења од турске вековне окупације 1912. године Дечане је било у саставу Краљевине Црне Горе, до уједињења са Краљевином Србијом 1918. године.
Изнад варошице и манастира, на Кожњарској реци подигнута је, педесетих година после Другог светског рата, хидроелектрана Кожњар, а у непосредној близини је одмаралиште хотелског типа „Дечански борови”.

## Становништво
Према попису из 1981. године град је био већински насељен Албанцима. Након рата 1999. године већина Срба и Црногораца је напустила Дечане.
| Етнички састав према попису из 1961.‍ | Етнички састав према попису из 1961.‍ | Етнички састав према попису из 1961.‍ | Етнички састав према попису из 1961.‍ | Етнички састав према попису из 1961.‍ |
| ------------------------------------ | ------------------------------------ | ------------------------------------ | ------------------------------------ | ------------------------------------ |
|                                      |                                      |                                      |                                      |                                      |
| Албанци                              | Албанци                              |                                      | 1.325                                | 72,4%                                |
| Црногорци                            | Црногорци                            |                                      | 321                                  | 17,5%                                |
| Срби                                 | Срби                                 |                                      | 143                                  | 7,8%                                 |
| Укупно: 1.829                        |                                      |                                      |                                      |                                      |

| Етнички састав према попису из 1981.‍ | Етнички састав према попису из 1981.‍ | Етнички састав према попису из 1981.‍ | Етнички састав према попису из 1981.‍ | Етнички састав према попису из 1981.‍ |
| ------------------------------------ | ------------------------------------ | ------------------------------------ | ------------------------------------ | ------------------------------------ |
|                                      |                                      |                                      |                                      |                                      |
| Албанци                              | Албанци                              |                                      | 2.739                                | 83,5%                                |
| Црногорци                            | Црногорци                            |                                      | 326                                  | 9,9%                                 |
| Срби                                 | Срби                                 |                                      | 109                                  | 3,3%                                 |
| Југословени                          | Југословени                          |                                      | 58                                   | 1,8%                                 |
| Укупно: 3.280                        |                                      |                                      |                                      |                                      |

| Етнички састав према попису из 2011.‍ | Етнички састав према попису из 2011.‍ | Етнички састав према попису из 2011.‍ | Етнички састав према попису из 2011.‍ | Етнички састав према попису из 2011.‍ |
| ------------------------------------ | ------------------------------------ | ------------------------------------ | ------------------------------------ | ------------------------------------ |
|                                      |                                      |                                      |                                      |                                      |
| Албанци                              | Албанци                              |                                      | 3.781                                | 99,4%                                |
| Египћани                             | Египћани                             |                                      | 9                                    | 0,2%                                 |
| Укупно: 3.803                        |                                      |                                      |                                      |                                      |

Број становника на пописима:
|             | \| Демографија[4] \| Демографија[4] \| Демографија[4] \| \| Година \| Становника \| Становника \| \| -------------- \| -------------- \| -------------- \| \| 1948. \| 1.205 \| \| \| 1953. \| 1.339 \| \| \| 1961. \| 1.829 \| \| \| 1971. \| 2.585 \| \| \| 1981. \| 3.280 \| \| \| 1991. \| 4.440 \| \| |            |
| Демографија | |            |
| Година      | Становника | Становника |
| 1948.       | 1.205 |            |
| 1953.       | 1.339 |            |
| 1961.       | 1.829 |            |
| 1971.       | 2.585 |            |
| 1981.       | 3.280 |            |
| 1991.       | 4.440 |            |

## Познате личности
- Коста Пећанац, српски четнички војвода
- Светозар Стијовић, српски лингвиста
- Оливер Ивановић, српски политичар